# Coelometopus clypeatus
| |                       |                    |
| Abb. 1: Aufsicht | Abb. 2: Seitenansicht | Abb. 3: Unterseite |
| |                       |                    |
| Abb. 4 nach Solier, teilweise koloriert; Fig.1: Aufsicht; Fig.2: Kopf: gelb: Mandibel; blau: Oberlippe; hellbraun: Kopfschild; grau: Querfurche Fig.3: Fühler; Fig. 4: Kinn mit Kiefertaster (grün) und Lippentaster (rot); |                       |                    |

Coelometopus clypeatus ist ein Käfer aus der Familie der Schwarzkäfer und der Unterfamilie Coelometopinae. Die Gattung Coelometopus besteht aus nur zwei Arten. Beide kommen nur auf der Iberischen Halbinsel vor.

## Bemerkungen zum Namen
Die Art wurde erstmals 1813 von Germar unter dem Namen Blaps clypeata  beschrieben. Den Namen übernahm Germar von Illiger. Der Name clypeātus (lateinisch) bedeutet durch den Bau des Kopfschilds (Clypeus) ausgezeichnet. Germar beschreibt auch ausführlich eine Querrinne auf dem Kopfschild, der die Art auszeichnet.
Die ungewöhnliche Ausbildung der Kopfvorderseite führte dazu, dass die Art von Solier 1848 in eine eigene Gattung gestellt wurde. Auch der Gattungsname Coelometopus (von altgr. κοίλος, kōīlos, hohl und μέτοπον  métopon, Stirn) spielt auf die Aushöhlung der Stirn an. Solier erwähnt einen halbmondförmigen tiefen Eindruck auf der hinteren Naht des Epistoms.

## Körperbau des Käfers
Der Käfer ist fast glanzlos schwarz und wird vierzehn bis sechzehn Millimeter lang. Oberseits ist er sehr dicht und fein punktiert.
Der rundliche kleine Kopf ist vorn abgestutzt und leicht gesenkt. Die kurze, breite und schwach ausgerandete Oberlippe (Abb. 4 Fig. 2 blau) ragt nach vorn. Zwischen Oberlippe und Kopfschild (Abb. 4 Fig. 2 hellbraun) ist keine Gelenkhaut sichtbar. Der Kopfschild wird durch eine breite tiefe Querrinne (Abb. 4 Fig. 2 grau) von der Stirn getrennt. Die Querrinne verschmälert sich nach außen sichelförmig und setzt sich als kräftige schräg nach vorn außen verlaufende Linie fort.
Die kurzen elfgliedrigen Fühler (Abb. 4 Fig. 3) reichen kaum über die Mitte des Halsschilds hinaus. Das vierte bis siebente Glied ist länglich, die vier letzten Glieder perlschnurartig. Das letzte Fühlerglied ist beim Männchen länger als breit und abgestutzt, beim Weibchen ist es breiter als lang und schräg abgeschnitten. Die seitenständigen Augen sind stark ausgerandet. Der obere Augenteil ist groß und rundlich und durch mehrere Reihen von Ozellen vom unteren Augenteil getrennt. Das Endglied der Kiefertaster ist beilförmig (Abb. 4 Fig. 4, Kiefertaster grün), das Endglied der Lippentaster eiförmig (Abb. 4 Fig. 4, Lippentaster rot).
Der flache Halsschild ist fast so lang wie breit, im zweiten Drittel am breitesten, danach etwas ausgeschweift. Der Vorderrand ist wenig ausgebuchtet, die Vorderecken stumpf. Die etwas spitzen Hinterwinkel treten hervor. Die Seiten sind gerandet, der Rand verbreitert sich zur Basis und verschwindet zu den Vorderecken hin. An den Seiten des Vorderrandes ist ein Rand höchstens angedeutet, die Basis schwach gerandet. Die Kehle ist tief quer gefurcht.
Die Deckflügel sind kaum breiter als der Halsschild und nahe der Basis sehr wenig, dahinter etwas gewölbt. An der Spitze sind sie gemeinsam breit gerundet. Sie besitzen deutliche Schulterecken. Die Epipleuren der Flügeldecken sind vorn mäßig breit und reichen bis zum Flügeldeckennaht (Abb. 3). Die Flügeldecken sind sehr fein gestreift, die Streifen verschwinden gegen die Basis und am Ende der Flügeldecken. Häutige Flügel fehlen.
Das dreieckige Schildchen ist sehr klein und breiter als lang.
Die Hinterbrust ist kürzer als die Gelenkhöhlen der Mittelhüften. Die Abdominalsternite sind dicht und etwas stärker als die Oberseite punktiert, besonders die ersten drei Segmente. Zwischen dem 3. und 4. und zwischen 4. und 5. Abdominalsegment ist eine kurze Gelenkhaut sichtbar (Abb. 3). Die Beine sind kurz und dünn, die Schienen unbedornt. Die Hintertarsen sind viergliedrig mit langem ersten Glied, die restlichen Tarsen sind fünfgliedrig. Die Tarsen und die Schienen an der Spitze innen sind goldgelb tomentiert (Abb. 3). Die Vordertarsen der Männchen sind nicht erweitert.

## Sexualorgane
Im Vergleich mit verschiedenen Arten der Gattung Mesolampus wurden die weiblichen Geschlechtsorgane von Coelometopus clypeatus untersucht. Dabei ergab sich, dass eine primäre Begattungstasche neben der Mündung des Eileiters erkennbar, aber kaum entwickelt ist. Am Ende eines langen Schlauches sitzt eine blasenförmige Samentasche, in der nach der Begattung der Samen für die Befruchtung aufbewahrt wird.

## Biologie
Der Käfer findet man in vermoderten Stämmen (Buche, Kirsche, Nussbaum, Kiefer). Eine Fundmeldung erwähnt in Menge unter Kieferspänen.

## Verbreitung
Das Verbreitungsgebiet beschränkt sich auf Portugal und den Norden Spaniens.